# ジョー・ジョンソン (政治家)

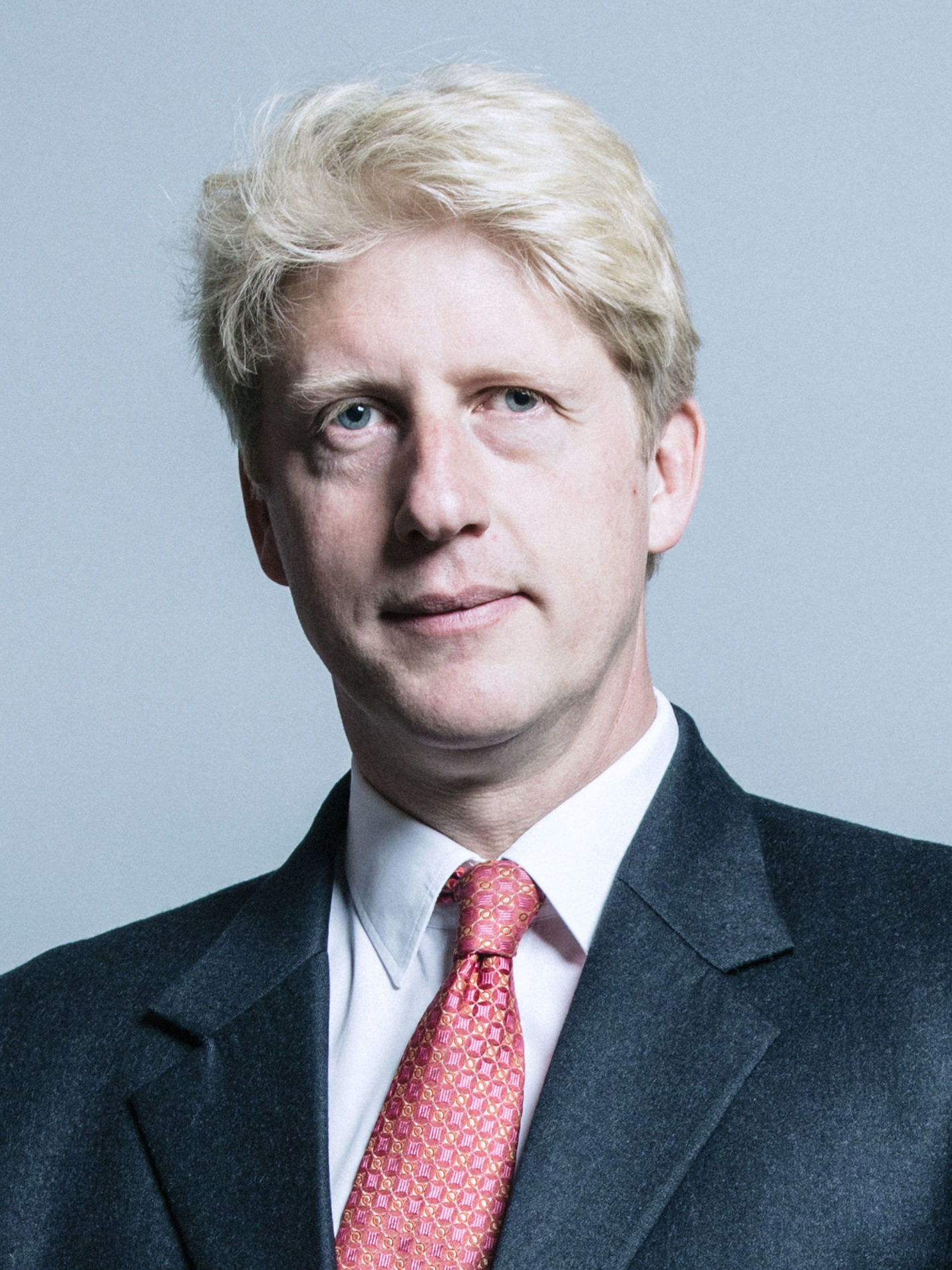
ジョー・ジョンソン

ジョセフ・エドマンド・ジョンソン（Joseph Edmund Johnson, Baron Johnson of Marylebone、1971年12月23日 - ）は、イギリスの政治家、ジャーナリスト、男爵（一代貴族）。元英国首相のボリス・ジョンソンの実弟。

## 概説
ロンドン生まれ。4人兄弟の末子。第77代英国首相を務めたボリス・ジョンソンは実兄である。イートン校を経て、オックスフォード大学ベリオール・カレッジとブリュッセル自由大学を卒業。1995年、投資バンカーとしてドイツ銀行入行。1997年、『フィナンシャル・タイムズ』紙記者に転身。1999年及び2000年にINSEADよりMBA取得。
オーピントン選出国会議員（2010年 - 2019年）、国務大臣、運輸大臣、ロンドン大臣、大学・科学・研究・イノベーション大臣（2015年 - 2018年、2019年7月 - 同年9月）を歴任した。